# Cigole
Cigole is een gemeente in de Italiaanse provincie Brescia (regio Lombardije) en telt 1633 inwoners (31-12-2004). De oppervlakte bedraagt 10,0 km², de bevolkingsdichtheid is 169 inwoners per km².

## Demografie
Cigole telt ongeveer 614 huishoudens. Het aantal inwoners steeg in de periode 1991-2001 met 7,3% volgens cijfers uit de tienjaarlijkse volkstellingen van ISTAT.
| Jaar | Inwoneraantal |
| ---- | ------------- |
| 1991 | 1419          |
| 2001 | 1523          |

## Geografie
Cigole grenst aan de volgende gemeenten: Leno, Manerbio, Milzano, Pavone del Mella, San Gervasio Bresciano.